# Kamienica Friedricha Pitzschky’ego w Szczecinie
Kamienica Friedricha Pitzschky’ego późniejszy Volkshaus – eklektyczna kamienica, która znajdowała się na narożniku dzisiejszej ulicy Wielkiej Odrzańskiej i Rynku Nowego, na obszarze szczecińskiego osiedla Stare Miasto, w dzielnicy Śródmieście. Zniszczona podczas II wojny światowej.

## Historia
Projekt kamienicy stworzono w 1875 r. na zamówienie Friedricha Emila Pitzschky’ego, właściciela firmy ubezpieczeniowej. Pozwolenie na budowę wydano w czerwcu 1875 r., a prace budowlane przeprowadzono w latach 1876–1877. W kamienicy umieszczono siedziby firm ubezpieczeniowych i spedycyjnych, w tym zarząd przedsiębiorstwa Pitzschky’ego. 14 czerwca 1910 r. kamienicę sprzedano za 192 500 marek towarzystwu budowlanemu „Volkshaus”. W 1939 r. budynek stał się własnością przedstawicielstwa pracowników i pracodawców Deutsche Arbeitsfronts Gau Pommern. W 1944 r. kamienica została uszkodzona podczas bombardowania i nie została już odbudowana. W latach 90. XX wieku w ramach rewitalizacji Podzamcza na jej fundamentach powstała postmodernistyczna kamienica. Formalnie jest to jeden budynek, jednakże o fasadzie złożonej z trzech różniących się od siebie segmentów, imitujących oddzielne budynki.

## Opis
Kamienica była obiektem trzykondygnacyjnym, podpiwniczonym. Elewację parteru i pierwszego piętra ozdobiono boniowaniem. Okna najwyższego piętra oddzielono od siebie pilastrami jońskimi. Otwory okienne na tymże piętrze udekorowano naczółkami i konsolami. Narożnik budynku wyróżniał się wykuszem trzeciego piętra, podpartym konsolami i ukoronowanym trójkątnym gzymsem. Między trzecim piętrem a dachem umieszczono fryz z niewielkimi okienkami poddasza.